# 蘇里南多耙鯷
蘇里南多耙鯷（学名：Anchovia surinamensis）為輻鰭魚綱鲱形目鳀科的其中一種，分布於中、南美洲的千里達、蘇利南至巴西海域，棲息深度可達50公尺，本魚體延長，吻尖，上頜短，先端鈍，未能達到下頜關節，直徑約1/3眼不落後結束前，上頜第二個延伸子鰓蓋後緣角，而不是形成一個三角形的投影;鰓耙細而修長，背部高，胸鰭長，體側具一銀色條紋，隨年齡增長而逐漸消失，臀鰭軟條20-25條，體長可達15公分，喜群游，棲息在河口、沙底質海灣，以浮游生物為食，可作為食用魚或餌魚。
种名 surinamensis 意为“苏里南的”。